# Simulium connae
Simulium connae är en tvåvingeart som beskrevs av Craig 1997. Simulium connae ingår i släktet Simulium och familjen knott. Inga underarter finns listade i Catalogue of Life.